# Karolina Kurkova
Karolina Kurkova (Karolína Kurková, Děčín, 28 de fevereiro de 1984) é uma supermodelo tcheca. Nascida quando seu país, a atual República Tcheca, fazia parte da Tchecoslováquia.

## Biografia
Quando criança Karolina teve problemas com a altura, mais isso foi passando com os anos. Aos 15 anos, um amigo de Karolina reconheceu seu talento e beleza e mandou algumas de suas fotos para uma agência em Praga. Karolina imediatamente começou a aparecer em anúncios, comerciais e desfilando nas passarelas. Ainda na República Tcheca, Karolina resolveu arriscar e viajou para Milão, para assim ganhar um pouco mais de experiência como modelo.
Em Milão, assinou um contrato com Miuccia Prada. No dia 7 de setembro de 1999 apareceu na revista Vogue. Depois vieram os grandes contratos, como por exemplo com a Victoria's Secret, o que a fez aparecer junto de grandes estrelas da moda como Gisele Bündchen, Heidi Klum e Adriana Lima
Já apareceu em mais de 60 capas de revistas, trabalhou para Yves Saint Laurent, Tommy Hilfiger, Valentino, Ralph Lauren, Oscar de la Renta, Balenciaga.
Segundo a revista Forbes, Karolina Kurkova foi, em 2006, a 8ª modelo mais bem paga do mundo, com ganhos estimados em 3,5 milhões de dólares e em 2007 a 6ª, com 5 milhões.
Karolina é casada com o produtor cinematográfico Archie Drury, com quem tem um filho, Tobin Jack Drury, nascido no dia 29 de Outubro de 2009, em Nova York.